# Mungo ESK
Mungo ESK (německy: Einsatzfahrzeug Spezialisierte Kräfte) je lehké taktické vozidlo vyvinuté pro německou armádu na základě civilního vozidla Multicar M30/FUMO zbrojovkou Krauss-Maffei. Vývoj přitom firma zaháíjila jako svou soukromou iniciativu. V roce 2003 tento typ porazil ve výběrovém řízení konkurenční stroj ESK Wolf zbrojovky Rheinmetall a v následujícím roce bylo objednáno 388 sériových kusů provedení Mungo 1. Vozidla Mungo využívají výsadkové útvary německé armády v mezinárodních misích NATO, především v Afghánistánu.
Lehké vozidlo Mungo 1 má podvozek z civilního typu M30/FUMO. Pohání ho diesel Iveco 8140.43B o výkonu 78 kW. Stroj dosahuje rychlosti 90 km/h a díky pohonu 4x4 zvládá i náročnější terén. Dvoumístnou řidičskou budku doplňuje korba pro 8 osob či 2032 kg nákladu. Lehká balistická ochrana vozidla odolá palným zbraním do ráže 7,62 mm a střepinám z granátů. Díky svým malým rozměrům může být přepravován vrtulníkem CH-53.
Další vývoj typu představují verze Mungo 2 pro ženijní logistické, opravárenské, logistické a zdravotnické účely, zvětšená verze Mungo 3 a verze pro jaderný a chemický průzkum Mungo NC Recce (objednáno 25 kusů).